# Aleksander Jamsheer
Aleksander Marian Jamsheer (ur. 25 czerwca 1978) – polski lekarz, biolog, specjalista genetyki medycznej, biologii molekularnej, diagnostyki laboratoryjnej.

## Życiorys
Aleksander Jamsheer w 1997 zdał maturę w I Liceum Ogólnokształcącym im. Mikołaja Kopernika w Łodzi. W okresie szkolnym był stypendystą Krajowego Funduszu na rzecz Dzieci. W latach 1997–2000 studiował medycynę na Akademii Medycznej w Łodzi, po czym przeniósł się na Akademię Medyczną w Warszawie (WUM), gdzie w 2004 uzyskał tytuł lekarza. W 2005 ukończył studia magisterskie na kierunku biotechnologia, specjalność biologia molekularna, na Uniwersytecie Warszawskim (seminarium Krzysztofa Staronia). W 2011 otrzymał na Uniwersytecie Medycznym im. Karola Marcinkowskiego w Poznaniu stopień doktora nauk medycznych, dyscyplina medycyna, specjalność genetyka medyczna, na podstawie napisanej pod kierunkiem Anny Latos-Bieleńskiej dysertacji Identyfikacja nowych genów i regionów odpowiedzialnych za powstawanie wrodzonych wad kończyn u człowieka. W tym samym roku uzyskał na Uniwersytecie Medycznym w Poznaniu, po ukończeniu studiów podyplomowych w zakresie analityki medycznej, diagnosty laboratoryjnego. Kształcił się także w Podyplomowym Studium Medycyny Molekularnej przy WUM (2011). W 2015 habilitował się na Uniwersytecie Medycznym w Poznaniu w dziedzinie nauk medycznych, dyscyplina medycyna, przedstawiwszy osiągnięcie naukowe Identyfikacja przyczyn oraz optymalizacja diagnostyki i poradnictwa genetycznego w przypadkach wybranych wad wrodzonych kończyn u człowieka. W 2022 nadano mu tytuł profesora nauk medycznych i nauk o zdrowiu w dyscyplinie nauki medyczne. Otrzymał tytuły specjalisty w dziedzinie genetyki klinicznej (2013) oraz laboratoryjnej genetyki medycznej.
Pracował w Centralnym Szpitalu Klinicznym w Warszawie (2004–2005) oraz Zakładzie Genetyki Medycznej Instytutu Matki i Dziecka w Warszawie (2006–2007). Od 2008 związany zawodowo z Katedrą i Zakładem Genetyki Uniwersytetu Medycznego w Poznaniu, dochodząc do stanowiska profesora uczelni. Przebywał na stażach naukowych w szpitalu Charité w Berlinie (stypendium DAAD) oraz na Uniwersytecie Columbia w Nowym Jorku. Zorganizował nadto Pracownię Diagnostyki Molekularnej Chorób Dziedzicznych w ramach prywatnego genetycznego laboratorium diagnostycznego Centrum Genetyki Medycznej GENESIS w Poznaniu.
Jego zainteresowania naukowe obejmują tematykę genetyki klinicznej, w szczególności zagadnienia dotyczące genetycznego uwarunkowania wrodzonych wad kończyn, w zakresie ich rozpoznawania, diagnostyki genetycznej, charakterystyki molekularnej i poradnictwa genetycznego.
Wśród wypromowanych przez niego doktorów znalazła się Ewelina Bukowska-Olech.
Członek Polskiego Towarzystwa Genetyki Człowieka oraz Europejskiego Towarzystwa Genetyki Człowieka.
Syn Hassana Alego Jamsheera.